# 유로콥터 AS355 에퀴아이 2
유로콥터 AS355 에퀴아이 2(프랑스어: Eurocopter AS355 Écureuil 2)는 유로콥터 AS350 에퀴아이에 기반을 둔 프랑스의 아에로스파시엘이 개발한 쌍발 엔진 다목적 경헬리콥터이다. 1979년 9월 28일에 첫 비행을 했으며, 곧 취항하기 시작했다. 북미에서는 트윈스타라는 이름으로 판매되었다. 1990년대에 프랑스 항공우주국은 헬리콥터 회사를 다국적 기업인 유로콥터 컨소시엄에 합병시켰고, 이 새로운 회사 아래, 에퀴아이 2는 계속해서 제조되었다. 유로콥터가 에어버스 헬리콥터로 브랜드를 바꾼 직후, 이 그룹은 2016년에 에퀴아이 2의 생산을 중단하기로 결정했다.

## 같이 보기
- 유로콥터 페넥